# Короткое (Белгородская область)
Короткое — село в Корочанском районе Белгородской области, административный центр Коротковского сельского поселения.

## География
Село Короткое расположено в срединной части Белгородской области, на левом берегу реки Корочки, в 6,38 км по прямой к северо-востоку от районного центра, города Корочи, выше по руслу реки Корочки, в 49,7 км по прямой к северо-востоку от северо-восточных окраин города Белгорода.

## История
Село основал в 1639 году стрелец по фамилии Коротких, который переселился из Яблонова.
В 1849 году в селе была построена церковь, рядом с церковью выстроили сторожку. В 1852 году по инициативе священника в селе была открыта школа, помещалась она в одном здании с церковью.
Еще в 1882 году для школы построили деревянное здание 13 на 8 аршин, под железной крышей, с 7 окнами.
По данным переписи 1885 года: Корочанского уезда Яблоновской волости хутор Короткий — 161 двор, грамотных 60 мужчин и 2 женщины из 41 семьи, учащихся 38 мальчиков и 3 девочки, 133 семей.
В 1905 году построили новое школьное здание.
В 1919 году в Коротком открыли «школу 1-й ступени».
С июля 1928 года село Короткое в Корочанском районе — центр Коротковского сельсовета, в который входили село Короткое и хутора Дружный и Ленин.
В мае 1936 года в Коротковском сельсовете «установили радиоточки».
Во второй половине 1950-х годов Коротковский сельсовет состоял из двух сел (Большое Песчаное и собственно Короткое) и 6 хуторов: Дружный 1-й, Дружный 2-й, Зеленая Дубрава, им. Ленина, Кривой, Малое Песчаное.
В сентябре 1989 года Короткое и прилегающие к нему земли, бывшие долгое время производственным участком специализированного свиноводческого хозяйства «Россия», стали самостоятельным колхозом «Новая жизнь». В Коротком построили жилые дома с квартирами для колхозников, большой гараж, колхозную нефтебазу, свинарник, репродукторную ферму на 5 тысяч гусей, крытый ток.
В 1997 году село Короткое в Корочанском районе — центр Коротковского сельского округа, в который входят собственно Короткое и хутора: Дружный-Первый, Дружный-Второй и имени Ленина.
В 2009 году село Короткое является центром Коротковского сельского поселения Корочанского района.
В 2020 году на базе бывшей школы открыт детский хоспис «Изумрудный город».

## Население
В 1858 году X ревизия переписала на хуторе Короткий «44 души мужскаго пола».
В 1885 году — 1345 жителей (673 мужчины, 672 женщины).
На 1 января 1932 года в селе Коротком было 2580 жителей.
На 17 января 1979 года в селе Коротком — 835 жителей, на 12 января 1989 года — 620 (269 мужчин, 351 женщина). На 1 января 1994 года в Коротком — 733 жителя и 300 хозяйств. В 1997 году в Коротком — 298 домовладений, 721 житель, в 1999 году — 660 жителей, в 2001 году — 627.
| 2002 | 2010 |
| ---- | ---- |
| 606  | ↗610 |

## Инфраструктура
По состоянию на 1995 год в Коротком имеется АОЗТ «Новая жизнь» (свиноводство), малое предприятие «Алланит» (лакокраски), медицинский пункт, Дом культуры, детский хоспис «Изумрудный город». 

## Интересные факты
- В документах о Коротковской школе XIX века рассказано так:

«Коротковская школа основана по инициативе священника и помещается в одном здании с церковной караулкой. Квартиры для учителя нет, прихожая общая с церковной караулкой, служит раздевальней; недавно устроили отхожее место. Комната достаточно светлая, но крайне тесная. Книг для внеклассного чтения в библиотеке 25 экземпляров, большая часть из них — жития святых. Учебные книги и пособия имеются в достаточном количестве. На содержание школы земство отпускает 90 рублей, а общество — 210 рублей».
- Из документа 1921 года о школе XX века:

«Учащихся первой группы — 47 человек, из них 18 женского пола, второй группы — 21 человек, третьей группы — 9 человек. Учащихся женского пола во 2-й и 3-й группах нет. Библиотеки нет, физкультурного кабинета нет. Ученической организации нет, спектакли не устраиваются, обслуживает одно село».